# Ратиборж (Јиндрихув Храдец)
Ратиборж (чеш. Ratiboř) је насељено мјесто са административним статусом сеоске општине (чеш. obec) у округу Јиндрихув Храдец, у Јужночешком крају, Чешка Република.

## Становништво
Према подацима о броју становника из 2014. године насеље је имало 193 становника.